# 크리스토프 벡

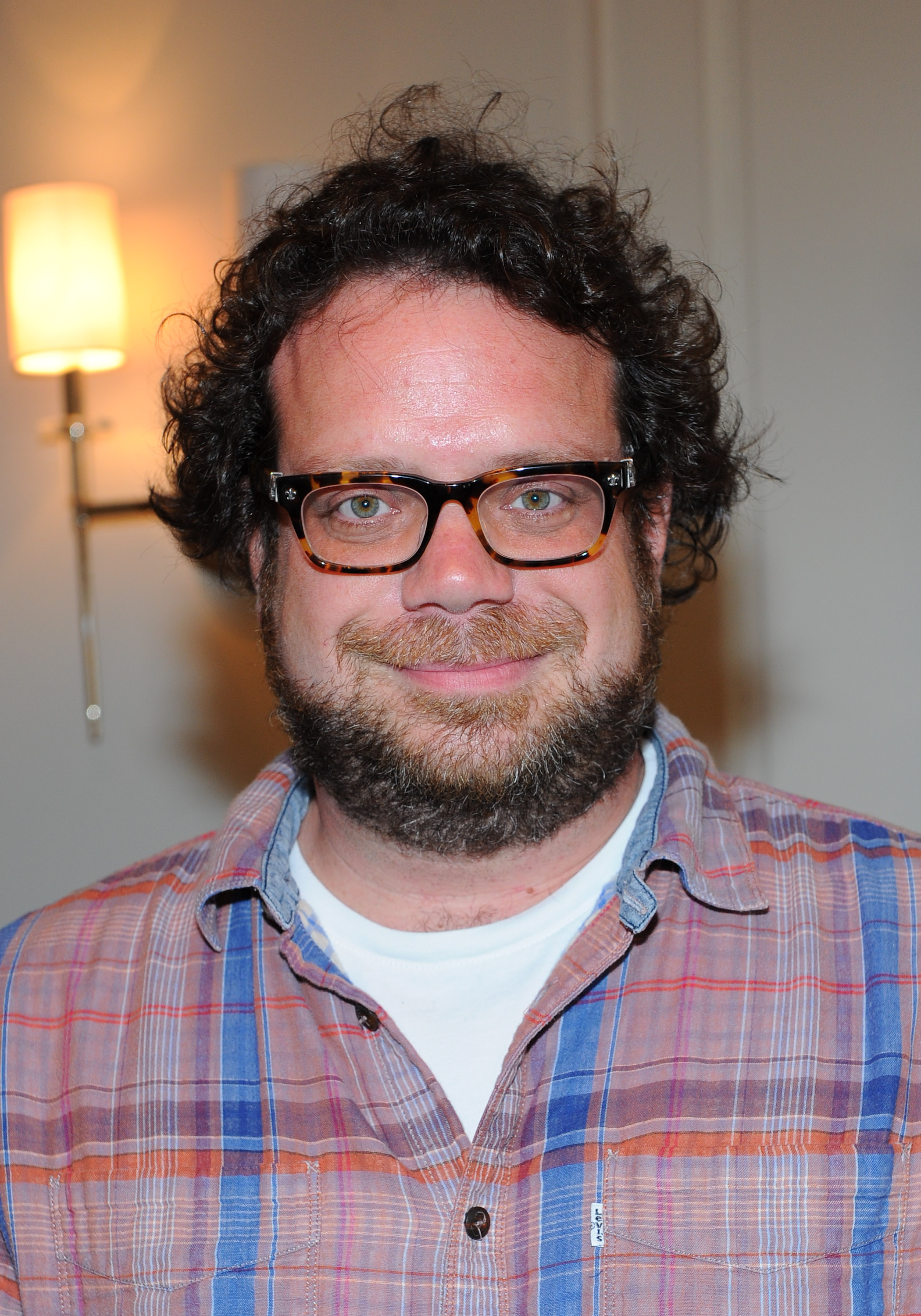
크리스토프 벡

크리스토프 벡(Christophe Beck)은 캐나다의 영화 음악 작곡가이다.